# Naturschutzgebiet Großes Moor bei Darze
Das Naturschutzgebiet Großes Moor bei Darze ist ein etwa 193 Hektar umfassendes Naturschutzgebiet im Landkreis Ludwigslust-Parchim in Mecklenburg-Vorpommern neun Kilometer nordöstlich von Parchim. Namensgebend ist das südlich liegende Darze, ein Ortsteil der Gemeinde Rom. Die Unterschutzstellung erfolgte am 22. November 1978 mit dem Zweck, ein nährstoffarmes Moor mit typischer Flora und Fauna zu schützen und zu entwickeln.

## Lage
Das Naturschutzgebiet liegt im Gebiet der drei Gemeinden Rom, Granzin und Obere Warnow. Früher unterteilte sich das Moor nach der Zugehörigkeit zu den umliegenden Dörfern neben Darze in das Wozinkler (im Ortsteil Grebbin von Obere Warnow), das Granziner und das Stralendorfer Moor. Schon die Aufzählung der vier angrenzenden Dörfer zeigt, dass die Ausdehnung des Moores nicht unerheblich ist. Das Große Moor liegt in einer Mulde von etwa drei Kilometern Längen- und zwei Kilometern Breitenausdehnung, die sich während der letzten Vereisung Mecklenburg herausbildete. In der Zeit der Nacherwärmung sammelte sich in der Mulde das Schmelzwasser zu einem See und mit der ersten Verlandung begann das Moor aufgrund abgestorbener Pflanzen zu wachsen.
1988 begann man mit den ersten Arbeiten zur Errichtung eines Naturlehrpfades. Zum Umwelttag 1997 konnte der Lehrpfad dank der Zusammenarbeit zwischen dem Forstamt Parchim, dem Kreisnaturschutzbeauftragten und den Umweltbehörden der Öffentlichkeit übergeben werden.

## Geschichte
Das Große Moor blieb wegen des hohen Wasseranteils fast baumlos. Es bildete sich ein Hochmoor, welches bis zu sieben Meter Torfmächtigkeit aufwies. Im Süden des Großen Moores entwickelte sich eine als Dasser See bezeichnete Wasserfläche, in der sich überschüssiges Wasser sammelte. Er wurde über die Wocker nach Süden hin zur Elde entwässert.
Erste Aufzeichnungen zum Darzer See widerspiegeln die Besitzverhältnisse. 1472 verpfändete der mecklenburgische Herzog Heinrich den Bauern in Granzin seinen Anteil am dortigen Teiche. Das Kloster Dobbertin sicherte sich den größten Teil des Sees. Darze war seit 1466 ein Klosterdorf und in den umliegenden Dörfern besaß das Kloster Bauernhöfe mit Anteilen am See. Um 1745 hatte man am Stralendorfer Moor begonnen, Torf zu stechen. Für die Stadt Parchim hatte Torf als Brennmaterial eine große Bedeutung. 1782 kaufte die Stadt Parchim dem Kloster Dobbertin das Dorf Stralendorf mit dem Darzer See ab. 1783 wurde der See abgelassen und Entwässerungsgräben angelegt. Durch den unmittelbaren Einfluss der Menschen bildete sich das heutige Darzer Moor. Die Schmettausche Karte zeigt 1788 die Flächen waldfrei.
Es begann der Torfabbau und prägte fortan die Landschaft zwischen Stralendorf und Darze. In Stralendorf richtete die Stadt Parchim eine Hofstelle für einen Torfwärter ein und einzelne Bauernhöfe in der Nähe des Moores betrieben schon Torfhandel. Eine ausgiebige Torfgewinnung fand in den Jahren von 1860 bis 1890 statt. Der Torf wurde bis zum anstehenden Grundwasser gestochen. Mit Einführung leistungsstarker Pumpen wurde der Torfabbau noch weitergeführt und hatte nach beiden Weltkriegen trotz verminderter Qualität nochmal Hochkonjunktur. Als 1957 der Moorkörper fast abgetragen war, wurde der Abbau ganz eingestellt.
Man begann das Darzer Moor landwirtschaftlich zu nutzen. Auf trockenen Standorten wurden Gehölze gepflanzt und die Flächen beweidet. Es wurden Gräben gezogen und ein Schöpfwerk errichtet, um die Flächen zu entwässern. Nachdem der erwünschte Erfolg ausblieb, erklärte man ein 150 Hektar großes Areal des Darzer Moores 1978 zum Naturschutzgebiet. Erst 1994 leiteten die Naturschützer die Renaturierung des Moores ein.

## Pflanzen- und Tierwelt
Die Pflanzenwelt des Moores war auch in Darze nicht immer dieselbe gewesen. Vom 15. bis 23. Juli 1866 weilte der Hamburger Botaniker C. T. Timm in Parchim und besuchte auch das Darzer Moor. Er schrieb u. a. Die Umgebung des Darßer Moors, die Granziner Eichen mitgerechnet, zeichnet sich durch einen Reichtum von Juniperus comunis, Genista tinctoria, Cirsium acaule, Dianthus deltoides, aus. Auch Calla palustris kam vor. Einige dieser Pflanzen sind heute noch zu finden.
Inzwischen haben sich auch hier wieder allerlei moortypische Pflanzen angesiedelt. Im zentralen Teil des Moores findet sich noch ursprüngliche Hochmoorvegetation mit Sumpfporst, Wollgras, Moos- und Trunkelbeere sowie Torfmoosen. Angrenzend wachsen Pfeifengras, Moorbirke und Kiefer.
Die Große Listspinne lebt im Darzer Moor. Mit ihren langen behaarten Beinen erreicht sie eine hohe Laufgeschwindigkeit. Auch auf der Wasseroberfläche kann sie sich bewegen. Ist sie auf der Jagd nach Beute, taucht sie problemlos unter, um kleine Fische zu fangen. Ihr Giftbiss tötet die Beute in wenigen Sekunden, ist aber für den Menschen ungefährlich.
An Brutvögeln sind Rohrdommel, Bekassine, Kiebitz, Kranich, Graugans, Schilfrohrsänger, Sumpfmeise, Rohrweihe, Eisvogel und Waldkauz zu nennen.  Während einer Bestandsaufnahme wurden 65 verschiedene Vogelarten gezählt.
Auch der Fischotter konnte in den Moorteichen nachgewiesen werden und die Ringelnatter und  Kreuzotter sind hier heimisch. Zunehmend ist auch die Population des Bibers (Castoridae). Vor allem um die Bereiche der Torfabbaugebiete findet er genug Nahrung und Schutz.